# ビーチ・ボーイズ・パーティ
『ビーチ・ボーイズ・パーティ』 (Beach Boys' Party!) は、1965年にリリースされたザ・ビーチ・ボーイズの、スタジオでのライブ・パーティを録音したアルバム。他のアーティストの曲をアコースティックで演奏したものであり、当時ライバルと見なしていたビートルズの曲を3曲も取り上げているのが目を引く。
8月にブライアン・ウィルソンは『サマー・デイズ』の次回作の構想を始めたが、キャピトル・レコードはクリスマスに向けた新しいアルバムを要求した。ライブアルバムは既に『ビーチ・ボーイズ・コンサート』がリリースされており、クリスマス・アルバムも『ザ・ビーチ・ボーイズ・クリスマス・アルバム』でリリース済みであった。彼らはヒット集のリリースも行いたくなかったため、考慮の末、スタジオでのライブ・パーティを収録することに決定した。それは理想的な解決法と考えられた。
曲の背後で聞える笑い声やお喋りは後日オーバーダビングされたものである。（『Hawthorne, CA』にて、「デヴォーテッド・トゥ・ユー」「バーバラ・アン」のオーバーダビングされる前のテイクを聴くことが出来る。）

## ステレオ・ヴァージョン
『ザ・ビーチ・ボーイズ・トゥディ』より『ワイルド・ハニー』までは、ブライアンの右耳の聴力の悪化により、発売当時アルバムはモノ・ミックスのみで制作され、ステレオ盤は擬似ステレオだった。
2012年に『サーフィン・U.S.A.』から『スマイリー・スマイル』までがモノ＆ステレオの２in１仕様でCD化された際、初めてトゥルー・ステレオ・ヴァージョンが作成された。全曲とも初ステレオ化となる。

## 曲目
Side 1
1. ハリー・ガリー - Hully Gully (Fred Smith/Cliff Goldsmith) - 2:22
2. 恋する二人 - I Should Have Known Better (John Lennon/ Paul McCartney) - 1:40
3. テル・ミー・ホワイ - Tell Me Why (John Lennon/Paul McCartney) - 1:46
4. パパ・ウー・モウ・モウ - Papa Oom Mow Mow (Carl White/Al Frazier/Sonny Harris/Turner Wilson Jr.) - 2:18
5. マウンテン・オブ・ラヴ - Mountain Of Love (Harold Dorman) - 2:51
6. 悲しみはぶっとばせ - You've Got To Hide Your Love Away (John Lennon/Paul McCartney) - 2:56
7. デヴォーテッド・トゥ・ユー - Devoted To You (Bodlieaux Bryant) - 2:13

Side 2
1. アリー・ウープ - Alley Oop (Dallas Frazier) - 2:56
2. ゼアズ・ノー・アザー - There's No Other (Like My Baby) (Phil Spector/Leroy Bates) - 3:05
3. メドレー:アイ・ゲット・アラウンド/リトル・デュース・クーペ - Medley: I Get Around/Little Deuce Coupe (Brian Wilson/ Mike Love/Roger Christian) - 3:12
4. 時代は変わる - The Times They Are A-Changin' (Bob Dylan) - 2:23
5. バーバラ・アン - Barbara Ann (Fred Fassert) - 3:23
  - Featuring Dean Torrence of Jan and Dean on co-lead vocal with Brian Wilson